# Десять заповедей (телесериал)
«Десять заповедей» (порт. Os Dez Mandamentos) — бразильская теленовелла, созданная и транслируемая RecordTV. Премьера состоялась в понедельник 23 марта 2015 года. Авторы сериала — Вивиан де Оливейра и режиссёр Алехандро Аванчини.
В 2016 году выпущен вариант сериала в виде фильма «Десять заповедей: фильм».

## Производство

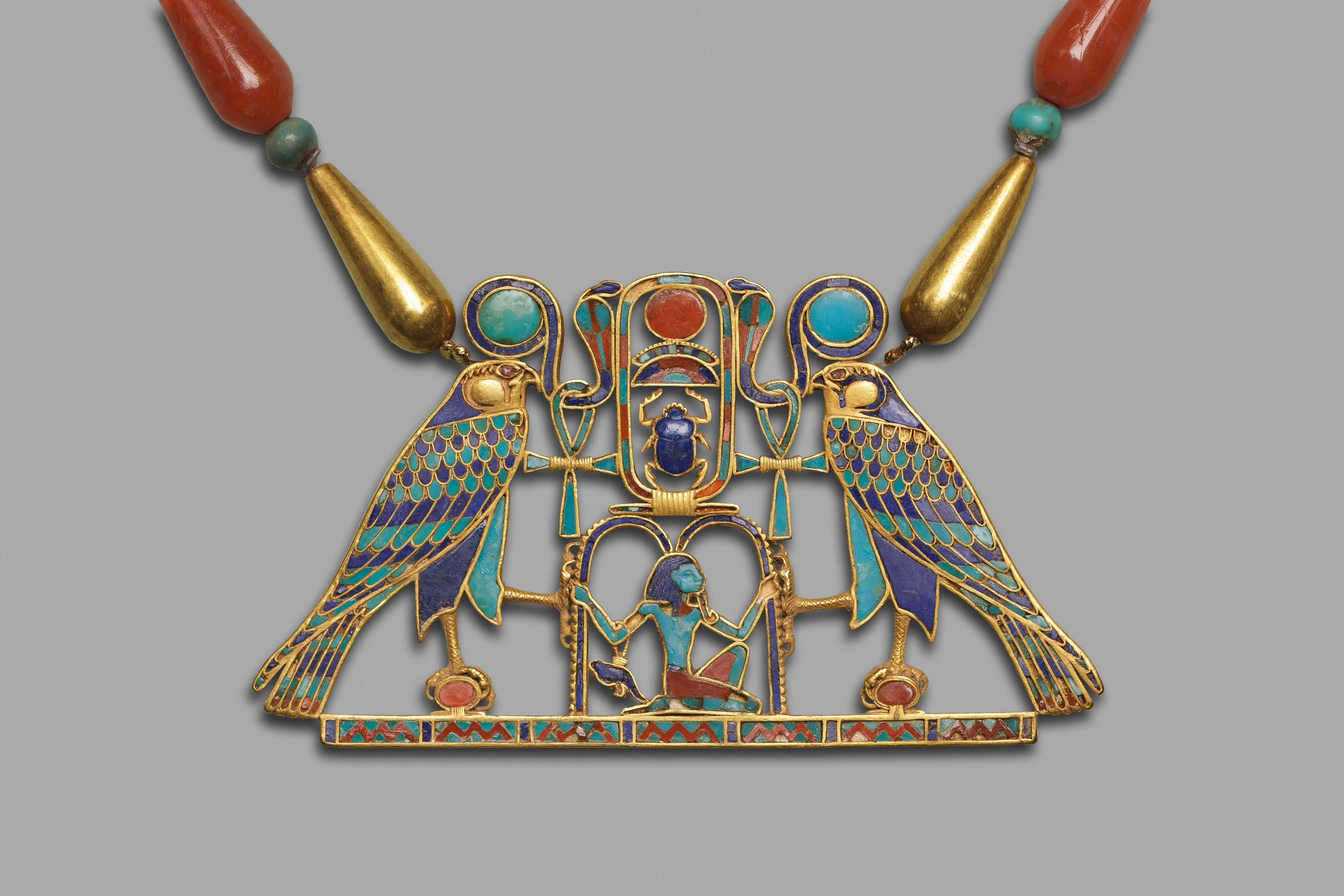
Пектораль царевны XII династии Ситхатхорюнет с именем Сенусерта II ок. 1887 −18788 года до н. э.(Метрополитен-музей) является прообразом украшения Рамсеса в сериале

Десять заповедей — первая теленовелла на основе библейской истории как в Бразилии, так и в мировой практике телевидения. 150 серий снимались частично на натурных декорациях в пустыне Атакама (Чили), в Гуарапуаве (штат Парана). Ряд спецэффектов созданы на студии в Голливуде. Производство сериала считается самым дорогостоящим в истории канала (R$700000 за серию). 28 сцен в городке размером более 7 тысяч м² воспроизводили места жизни евреев и египтян. Запись производилась на цифровые камеры Arri Alexa.

## Сюжет
Египетский фараон Сети I даёт распоряжение убить еврейских младенцев, опасаясь мятежа в стране в будущем. Чтобы спасти новорождённого сына, Иохаведа кладёт его в корзину и пускает по волнам Нила. Мальчика находит бездетная принцесса Хенутмира, нарекает Моисеем («принесённым водой») и берёт на воспитание во дворец. Дочь Иохаведы Мириам видит это и рассказывает матери.
Муж Хенутмиры военачальник Дисебек устраивает к ней в компаньонки свою осиротевшую кузину Юнет, которая в действительности является его любовницей из публичного «Дома сенет». Беременная Юнет очаровывает жреца Пазера и выходит за него замуж, но продолжает тайную связь с Дисебеком и подливает отраву Хенутмире, чтобы та не смогла забеременеть.
Моисей растёт во дворце со своими сверстниками — принцем Рамсесом и Нефертари (дочерью Юнет). Еврейские родственники в поселении рабочих не смеют напомнить Моисею о себе и мечтают, как и другие евреи, на пришествие их избавителя.
Росшие как родные братья, Рамсес и Моисей влюбляются в Нефертари и пытаются заслужить её расположение. Нефертари отдаёт предпочтение Моисею, а Рамсесу находят невесту Майю, дочь высокопоставленного жреца. Однако тщеславная Юнет жаждет устроить брак дочери с принцем и, ничем не гнушаясь, строит козни на пути к богатству и влиянию.
Узнав тайну своего происхождения, Моисей терзается вопросами о своей судьбе, интересуется жизнью евреев. Однажды он пытается остановить рассвирепевшего надсмотрщика и случайно убивает его. В страхе от содеянного Моисей бежит из Египта. Спустя годы он возвращается, чтобы освободить свой народ, и приходит во дворец. Рамсес рад встрече с другом детства, но отказывается выполнить просьбу Моисея. Тогда на страну обрушиваются десять казней египетских.

## В ролях

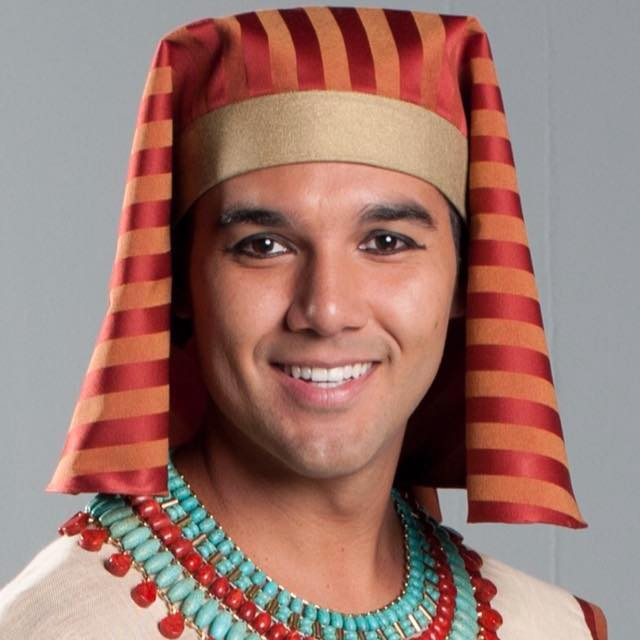
Фернанду Сампайу исполнил роль повара Гахижи

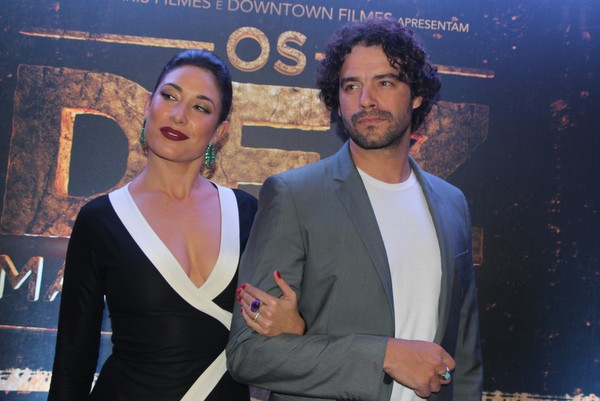
Жизель Итие и Гильерму Винтер на мероприятии в честь сериала

Главные роли в сериале исполнили:
| Актёр              | Роль                      |
| ------------------ | ------------------------- |
| Гильерму Винтер    | Моисей                    |
| Серджиу Мароне     | фараон Рамсес II          |
| Камила Родригез    | Нефертари                 |
| Зекарлус Машаду    | фараон Сети I             |
| Анжелина Муниз     | главная жена Сети Туя     |
| Раисса Пенише      | вторая жена Сети Найла    |
| Вера Циммерманн    | принцесса Хенутмира       |
| Эдуарду Лагу       | военачальник Дисебек      |
| Адриана Гарамбоне  | мать Нефертари Юнет       |
| Джузеппе Ористаниу | жрец Пазер                |
| Денис дель Веччио  | мать Моисея Иохаведа      |
| Ариэла Массотти    | сестра Моисея Мириам      |
| Каду Шонс          | брат Моисея Аарон         |
| Жизель Итие        | жена Моисея Сепфора       |
| Хейтор Мартинес    | надсмотрщик Апуки         |
| Нанда Циглер       | жена Апуки Жудит          |
| Тамми ди Калафиори | дочь Апуки Ана            |
| Виктор Пекорару    | военный Икени             |
| Роберта Сантьягу   | служанка Нефертари Карома |
| Лусиано Шафир      | богатый торговец Мекетра  |
| Баби Шавье         | жена Мекетра Таис         |
| Анита Амизу        | любовница Мекетра Карен   |
| Ренату Ливера      | ювелир Симут              |
| Барбара Франка     | невеста Рамсеса Майя      |

## Рейтинг

### Бразилия
| Год         | Временной интервал          | Эпизоды | Премьера         | Премьера           | Финал             | Финал              | Рейтинг | Средний рейтинг |
| Год         | Временной интервал          | Эпизоды | Дата             | Зрители (в баллах) | Дата              | Зрители (в баллах) | Рейтинг | Средний рейтинг |
| ----------- | --------------------------- | ------- | ---------------- | ------------------ | ----------------- | ------------------ | ------- | --------------- |
| 1 # 2015-16 | Понедельник — пятница 20:30 | 150     | 23 марта 2015 г. | 12                 | 23 ноября 2015 г. | 24                 | 16,2    |                 |
| 2 # 2016    | Понедельник — пятница 20:30 | 66      | 4 апреля 2016 г. | 16                 | 4 июля 2016 г.    | 19                 | 15,5    |                 |

После премьеры сериал получил рейтинг Ibope в 12,1 баллов, что является лучшим результатом для дебютной теленовеллы от Rede Record со времён «Поток времени» в 2010 году. Также хорошие оценки поставили Jornal Nacional (Globo, 25,3 балла) и Carrossel (SBT, 11,8 балла). По Ibope (Бразильскому институту общественного мнения и статистики), за 28 сентября  — 4 октября 2015 года сериал стал пятым по популярности среди зрителей (и вторым среди сценарных шоу), число которых среди 15 метрополитенских районов составило в среднем 6 210 809 человек в минуту.
Сериал получил три номинации на Сеульскую международную драматическую премию 2016 года в категориях «Лучшая новелла», «Лучший режиссёр» и «Лучший сценарист».
Сериал также номинировался на премию Shorty Awards, крупнейшую в мире премию социальных сетей в категории «Телевидение».